# Éric Chedotal
Éric Chedotal est un ancien joueur de handball de l'équipe de Angers Noyant Handball.
Il est actuellement entraîneur de cette même équipe en D2, il prit la suite de Laurent Sorin à ce poste.
- Niveau atteint en tant que joueur : D1
- Niveau atteint en tant qu'entraîneur : D2